# Homoporus titanes
Homoporus titanes är en stekelart som beskrevs av Szelényi 1956. Homoporus titanes ingår i släktet Homoporus, och familjen puppglanssteklar. Arten är reproducerande i Sverige.